# Klaus-Peter Thaler
Klaus-Peter Thaler (ur. 14 maja 1949 w Eckmannshausen) – niemiecki kolarz przełajowy i szosowy, wielokrotny medalista przełajowych mistrzostw świata.

## Kariera
Pierwszy sukces w karierze Klaus-Peter Thaler osiągnął w 1973 roku, kiedy zdobył złoty medal w kategorii amatorów podczas przełajowych mistrzostw świata w Londynie. Jako amator zwyciężył też na mistrzostwach świata w Chazay-d'Azergues w 1976 roku, a na mistrzostwach świata w Vera de Bidasoa w 1974 roku oraz rozgrywanych rok później mistrzostwach świata w Melchnau był drugi. W obu przypadkach lepszy okazał się tylko Belg Robert Vermeire. Pierwszy medal w kategorii elite Thaler zdobył w 1978 roku, kiedy podczas mistrzostw świata w Amorebieta był trzeci za dwoma Szwajcarami: Albertem Zweifelem oraz Peterem Frischknechtem. Ponadto był też pierwszy na MŚ w Monachium (1985) i MŚ w Mladej Boleslav (1987), drugi na MŚ w Wetzikonie (1980) oraz ponownie trzeci podczas MŚ w Birmingham (1983). Wielokrotnie zdobywał mistrzostwo kraju w kolarstwie przełajowym. Startował także na szosie, gdzie jego największymi sukcesami były zwycięstwo w Volta a la Comunitat Valenciana w 1980 roku oraz trzecie miejsce w klasyfikacji generalnej Vuelta a España w 1977 roku. W 1980 roku wygrał jeden etap Vuelta a España, jednak nie ukończył całej rywalizacji. Pięciokrotnie startował w Tour de France, wygrywając łącznie dwa etapy. Najlepszy wynik osiągnął w 1978 roku, kiedy zajął 35. miejsce w klasyfikacji generalnej, a przez dwa dni nosił maillot jaune. W 1976 roku wystartował w wyścigu ze startu wspólnego podczas igrzysk olimpijskich w Montrealu kończąc rywalizację na dziewiątej pozycji. W 1988 roku zakończył karierę.